# 曼彻斯特纪念碑
53°28′43″N 2°14′34″W / 53.4787°N 2.2429°W
曼彻斯特纪念碑（Manchester Cenotaph）位于英格兰西北部曼彻斯特市中心圣彼得广场。它于1924年7月12日揭幕，纪念在第一次世界大战中的阵亡者，由埃德温·鲁琴斯设计。
这是一座二级登录建筑。